# Туркменска Совјетска Социјалистичка Република
Туркменска Совјетска Социјалистичка Република (туркмен. Түркменистан Совет Социалистик Республикасы; рус. Туркменская Советская Социалистическая Республика) је била једна од република које су сачињавале Совјетски Савез. Од 7. августа 1921. године била је област унутар Туркестанске АССР, све до 13. маја 1925. када је проглашена равноправном совјетском републиком.

## Историја
Територија данашњег Туркменистана у целости је укључена у састав Русије 1881. године. По избијању Октобарске револуције, Туркмени су претежито остали пасивни, па је револуционарна активност била веома слаба. Почетком 1920-их на великом подручју руске централне Азије, укључујући и Туркменистан, деловала је тзв. Басмачи побуна против власти Москве. Побуна је трајала све до почетка 1930-их година.
Првобитно је Туркменистан био тзв. Туркменска Област, у саставу Туркестанске АССР. Када је октобра 1924. године совјетска централна Азија била административно подељена, Транскаспијска регија и Туркменска Област су, 13. маја 1925. године, постале Туркменска ССР, конститутивна република Совјетског Савеза.
По почетку колективизације и индустријализације земље крајем 1920-их, Туркмени су се до краја 1930-их из номада већином претворили у седилачко становништво. Након покретања урбанизације постојећих градова и скромне индустријализације, у Туркменску ССР се доселио знатан број кавкаских народа, Руса и осталих Словена из Совјетског Савеза.
Туркменска ССР је кроз цео период постојања Совјетског Савеза била релативно стабилна совјетска република. Једини скандал који је потресао републику била је корупцијска афера средином 1980-их, у коју је био умешан дотадашњи генерални секретар Комунистичке партије, Мухаметназар Гапуров.
Утицај гласности и перестројке није се превише осетио у Туркменистану. Након покушаја државног удара против Горбачова у августу 1991. године, тадашњи секретар Партије, Сапармурат Нијазов, прогласио је одржавање референдума о независности земље. На референдуму је 94% особа гласовало за независност. Врховни совјет републике је после референдума прогласио излазак земље из састава Совјетског Савеза и проглашење Републике Туркменистан, 27. октобра 1991. године. Совјетски Савез потврдио је независност Туркменистана 25. децембра 1991. године.

## Функционери Туркменске ССР

### Председници
- Председник Револуционарног комитета
  - Каихазиз Атабајев (октобар 1924. – децембар 1924)
  - Недирбај Ајтаков (децембар 1924. – фебруар 1925)
- Председник Централног извршног комитета
  - Недирбај Атјаков (20. фебруар 1925. – 21. јул 1937)
  - Батир Атајев (21. јул 1937. – октобар 1937)
  -  ? (октобар 1937. – 2. март 1938)
  - Хивали Бабајев (2. март 1938. – 24. јул 1938)
- Председник Врховног совјета
  - Ала Бердијев (24. јул 1938. – 27. јул 1938)
- Председник Президијума врховног совјета
  - Хивали Бабајев (27. јул 1938. – 30. август 1941)
  -  ? (30. август 1941. – октобар 1941)
  - Ала Бердијев (октобар 1941. – 6. март 1948)
  - Акмамед Саријев (6. март 1948. – 30. март 1959)
  - Нурберди Бајрамов (30. март 1959. – 26. март 1963)
  - Анамухамед Клијчев (26. март 1963. – 15. децембар 1978)
  - Балиј Јазкулијев (15. децембар 1978. – 13. август 1988)
  - Роза Базарова (13. август 1988. – 19. јануар 1990)
- Председник Врховног совјета
  - Сапармурат Нијазов (19. јануар 1990. – 2. новембар 1990)

### Премијери
- Председник Већа народних комесара
  - Каихазиз Атабајев (20. фебруар 1925. – 8. јул 1937)
  - Аитбај Худајбергенов (октобар 1937. – 17. октобар 1945)
  - Сухан Бабајев (17. октобар 1945. – 15. март 1946)
- Председник већа министара
  - Сухан Бабајев (15. март 1946. – 14. јул 1951)
  - Баљш Овезов (14. јул 1951. – 14. јануар 1958)
  - Џума Карајев (14. јануар 1958. – 20. јануар 1959)
  - Баљш Овезов (20. јануар 1959. – 13. јун 1960)
  - Абдиј Аналијев (13. јун 1960. – 26. март 1963)
  - Мухамедназар Гапуров (26. март 1963. – 25. децембар 1969)
  - Ораз Оразмухамедов (25. децембар 1969. – 17. децембар 1975)
  - Балиј Јазкулијев (17. децембар 1975. – 15. децембар 1978)
  - Хариј Каријев (15. децембар 1978. – 26. март 1985)
  - Сапармурат Нијазов (26. март 1985. – 4. јануар 1986)
  - Анамурат Хоџамуратов (4. јануар 1986. – 17. новембар 1989)
  - Кан Ахмедов (5. децембар 1989. – 18. мај 1992)[3]